# Rudolf Fjetterström
Rudolf Fjetterström, född 18 december 1838 i Ekeby socken, död 1 mars 1920, var en svensk präst.

## Biografi
Fjetterström föddes 18 december 1838 på Ryckelsby i Ekeby socken. Han var son till kronolänsmannen Carl Gustaf Fjetterström och Christina Beata Wadsberg. Fjetterström började sin studier i Linköping och blev vårterminen 1856 student vid Uppsala universitet. Han tog examen i teoretisk teologi 24 maj 1860 och praktisk teologi 13 december samma år. Fjetterström prästvigdes 19 januari 1862 i Växjö domkyrka. 7 februari 1868 blev han komminister i Kimstads församling. Fjetterström tog 2 juni 1871 pastoralexamen. Samma år den 3 november blev han regementspastor vid Kungliga 1:a livgrenadjärregementet. Han blev 26 januari 1874 kyrkoherde i Östra Ryds församling och tillträdde där 1877. 2 februari 1886 blev han kyrkoherde i Vadstena församling. Fjetterström blev även 7 april 1897 kontraktsprost i Dals kontrakt.
Fjetterström föreslogs till kyrkoherde i Norrköpings S:t Olai församling 1871. Mellan 1881 och 1892 var han folkskoleinspektör. Han höll 1885 tal vid Bibelsällskapets årshögtid. 1902 predikade han vid prästmötet. 1897 blev han ledamot i Nordstjärneorden.

## Uppdrag
Övriga uppdrags som Fjetterström hade.
- 1878-1885 - Ordförande i styrelsen för Östergötlands läns uppfostringsanstalt för sinnesslöa barn
- 1887 - Ledamot och ordförande i direktionen för Dövstumskolan i Vadstena.
- 1887 - Ledamot och ordförande i hospitlas direktionen i Vadstena.
- 1888-1894 - Inspektor vid Vadstena elementarskola för flickor.
- 1888-1905 - Inspektor vid Vadstena läroverk.
- 1889 - Ledamot och vice ordförande i Vadstena lasarettsdirektion.
- 1906-1911 - Ordförande i styrelsen för Vadstena samskola.

### Familj
Fjetterström gifte sig 29 juni 1870 med Hedvig Livia Charlotta Billstén (född 1849). Hon var dotter till godsägaren Carl August Billstén och Wilhelmina Hjorton i Tåby socken. De fick tillsammans barnen Kerstin Augusta (född 1871), Märta Vilhelmina Märta Måås Fjetterström (född 1873), Hedvig Karolina (1874-1908), Gustaf Martin (född 1877), Elov Karl (född 1879), Helge Erik (född 1883) och Ebba Charlotta (född 1885).